# Port lotniczy Santo-Pekoa
Port lotniczy Santo-Pekoa (IATA: SON, ICAO: NVSS) – międzynarodowy port lotniczy położony w Luganville. Jest drugim co do wielkości portem lotniczym Vanuatu

## Linie lotnicze i połączenia
- Air Vanuatu (Brisbane[1], Gaua, Longana, Lonorore, Norsup, Olpoi, Port Vila, Sola, Walaha)
- Solomon Airlines (Honiara, Nadi)